# Flotte française au siège de Toulon
Le sort de la flotte française lors du siège de Toulon a marqué l'une des premières opérations importantes de la Royal Navy britannique pendant les guerres de la Révolution française.

## Préambule
En août 1793, cinq mois après que la Convention nationale ait déclaré la guerre à la Grande-Bretagne, entraînant ainsi la Grande-Bretagne dans la guerre de la Première Coalition, le gouvernement de la ville française de Toulon, en Méditerranée, s'est soulevé contre le gouvernement national républicain en faveur de la faction royaliste. 

Toulon était le principal port naval français sur la Méditerranée et la quasi-totalité de la flotte française en Méditerranée était ancrée dans le port.

## Capture de Toulon
Après des négociations avec l'amiral Hood, le commandant britannique en Méditerranée, les Royalistes s'emparent du contrôle de la ville et les forces britanniques, aux côtés des alliés d'Espagne, de Naples et de Sardaigne, entrent dans la ville, s'emparent de la flotte et préparent les défenses contre l'inévitable contre-attaque républicaine.
Bien que puissamment fortifiées contre les attaques par la mer, les vastes défenses de Toulon sur la partie terrestre de la ville avaient été conçues pour être tenues par un nombre important de troupes, ce qui manquait manifestement aux alliés. Cette faiblesse sera impitoyablement mise en évidence par une campagne d'artillerie républicaine très efficace commandée par le capitaine Napoléon Bonaparte. Les disputes politiques avec les alliés italiens empêchent les renforts d'atteindre les défenseurs et la défaite des forces royalistes ailleurs en France donne de la force à l'armée assiégeante. Le 17 décembre, les forces républicaines s'emparent des hauteurs surplombant le port et la situation des défenseurs devient intenable. Hood ordonne une évacuation et, alors que les forces alliées organisent un repli de combat, le capitaine britannique Sir Sidney Smith et l'Espagnol Don Pedro Cotiella se portent volontaires pour mener des groupes de bateaux dans le port afin de détruire la flotte française, qui reste à l'ancre.
Les bateaux parties ont subi de violents tirs depuis la côte alors qu'ils utilisaient des brûlots pour mettre le feu aux navires de guerre ancrés, Smith se concentrant sur ces navires dans le Nouvel Arsenal tandis que les Espagnols avaient pour instruction de brûler les entrepôts et l'Ancien Arsenal. Pour des raisons qui restent obscures, mais que les historiens britanniques ont parfois attribuées à la trahison, les Espagnols n'ont pas réussi à détruire les navires dont ils avaient la charge, et alors que la force se retirait, ils ont fait exploser deux pontons et ont reçu l'ordre de s'approcher dangereusement des hommes de Smith, tuant plusieurs d'entre eux. Au matin du 19 décembre, huit navires de ligne français et trois frégates avaient été détruits, tandis que Hood avait réussi à retirer trois navires de ligne et six frégates qui furent distribués aux marines alliées. Alors que Smith brûlait la flotte, les navires de l'escadron britannique de Toulon réussissaient à éliminer la garnison alliée ainsi que plus de 14 000 réfugiés royalistes. Le reste de la flotte française de la Méditerranée survécut et fut réparée en 1794, participant à de nombreuses batailles qui suivirent.